# Marcus Grönholm
Marcus "Bosse" Grönholm (Kauniainen, 1968. február 5. –) finn autóversenyző, kétszeres rali-világbajnok.
1991 és 1998 között öt bajnoki címet szerzett hazája ralibajnokságán. 1999-ben a Peugeot gyári versenyzője lett. Sikerei jelentős részét a francia csapattal érte el: két világbajnoki címét és tizennyolc futamgyőzelmet hozott a közös munka. 2006-tól visszavonulásig a Ford alakulat pilótája volt. Ez idő alatt két alkalommal végzett másodikként a pontversenyben.

## Pályafutása

### 2006–2007: Ford
A Peugeot kiszállása után Marcus a Ford csapatához szerződött. A szezonnyitó Monte Carlo ralin, Sebastien Loeb hibájának is köszönhetően Marcus győzelemmel kezdte az idényt. Ezt követte Svédország, ahol újabb győzelmével már négy pontos előnnyel vezette a világbajnokságot. A Mexikó ralin elkövette első hibáját a szezonban, lecsúszott az útról és felborult. A SuperRally nevű szabálynak köszönhetően folytathatta a versenyt, majd a célban az egy pontot érő nyolcadik helyen zárt. A győztes Loeb lett, aki ezzel átvette a bajnokság vezetését. 2007-ben befejezte profi rallyversenyzői pályafutását. Egész évben-a Monte-Carlo-tól kezdve- izgalmas küzdelmekkel harcolt újabb világbajnoki győzelméért, de az Ír rally-n szenvedett balesete okán -ahova 4 pont előnnyel érkezett Loeb-bel szemben- esélye szinte teljesen megszűnt. Az évadzáró Wales rally-n csak 2. lett csapattársa Mikko Hirvonnen mögött, így Loeb 3. helyezésével is megelőzte a tabellán Grönholm-ot.

## Eredményei

### Rali-világbajnokság
Győzelmek
| #   | Dátum                             | Rali             | Navigátor       | Autó                 | Összefoglaló |
| --- | --------------------------------- | ---------------- | --------------- | -------------------- | ------------ |
| 1.  | 2000. február 10-13               | Svéd rali        | Timo Rautiainen | Peugeot 206 WRC      | Összefoglaló |
| 2.  | 2000. július 13-16                | Új-Zéland-rali   | Timo Rautiainen | Peugeot 206 WRC      | Összefoglaló |
| 3.  | 2000. augusztus 17-20             | Finn rali        | Timo Rautiainen | Peugeot 206 WRC      | Összefoglaló |
| 4.  | 2000. november 9-12               | Ausztrál rali    | Timo Rautiainen | Peugeot 206 WRC      | Összefoglaló |
| 5.  | 2001. augusztus 23-26             | Finn rali        | Timo Rautiainen | Peugeot 206 WRC      | Összefoglaló |
| 6.  | 2001. november 1-4                | Ausztrál rali    | Timo Rautiainen | Peugeot 206 WRC      | Összefoglaló |
| 7.  | 2001. november 22-25              | Brit rali        | Timo Rautiainen | Peugeot 206 WRC      | Összefoglaló |
| 8.  | 2002. február 1-3                 | Svéd rali        | Timo Rautiainen | Peugeot 206 WRC      | Összefoglaló |
| 9.  | 2002. április 19-21               | Ciprus-rali      | Timo Rautiainen | Peugeot 206 WRC      | Összefoglaló |
| 10. | 2002. augusztus 8-11              | Finn rali        | Timo Rautiainen | Peugeot 206 WRC      | Összefoglaló |
| 11. | 2002. október 3-6                 | Új-Zéland-rali   | Timo Rautiainen | Peugeot 206 WRC      | Összefoglaló |
| 12. | 2002. október 31 - november 3     | Ausztrál rali    | Timo Rautiainen | Peugeot 206 WRC      | Összefoglaló |
| 13. | 2003. február 7-9                 | Svéd rali        | Timo Rautiainen | Peugeot 206 WRC      | Összefoglaló |
| 14. | 2003. április 10-13               | Új-Zéland-rali   | Timo Rautiainen | Peugeot 206 WRC      | Összefoglaló |
| 15. | 2003. május 8-11                  | Argentin rali    | Timo Rautiainen | Peugeot 206 WRC      | Összefoglaló |
| 16. | 2004. augusztus 6-8               | Finn rali        | Timo Rautiainen | Peugeot 307 WRC      | Összefoglaló |
| 17. | 2005. augusztus 4-7               | Finn rali        | Timo Rautiainen | Peugeot 307 WRC      | Összefoglaló |
| 18. | 2005. szeptember 30 - október 2   | Japán rali       | Timo Rautiainen | Peugeot 307 WRC      | Összefoglaló |
| 19. | 2006. január 20-22                | Monte Carlo-rali | Timo Rautiainen | Ford Focus RS WRC 06 | Összefoglaló |
| 20. | 2006. február 3-5                 | Svéd rali        | Timo Rautiainen | Ford Focus RS WRC 06 | Összefoglaló |
| 21. | 2006. június 2-4                  | Akropolisz-rali  | Timo Rautiainen | Ford Focus RS WRC 06 | Összefoglaló |
| 22. | 2006. augusztus 18-20             | Finn rali        | Timo Rautiainen | Ford Focus RS WRC 06 | Összefoglaló |
| 23. | 2006. október 13-15               | Török rali       | Timo Rautiainen | Ford Focus RS WRC 06 | Összefoglaló |
| 24. | 2006. november 17-19              | Új-Zéland-rali   | Timo Rautiainen | Ford Focus RS WRC 06 | Összefoglaló |
| 25. | 2006. december 1-3                | Brit rali        | Timo Rautiainen | Ford Focus RS WRC 06 | Összefoglaló |
| 26. | 2007. február 9-11                | Svéd rali        | Timo Rautiainen | Ford Focus RS WRC 06 | Összefoglaló |
| 27. | 2007. május 18-20                 | Szardínia-rali   | Timo Rautiainen | Ford Focus RS WRC 06 | Összefoglaló |
| 28. | 2007. június 1-3                  | Akropolisz-rali  | Timo Rautiainen | Ford Focus RS WRC 06 | Összefoglaló |
| 29. | 2007. augusztus 3-5               | Finn rali        | Timo Rautiainen | Ford Focus RS WRC 07 | Összefoglaló |
| 30. | 2007. augusztus 31 - szeptember 2 | Új-Zéland-rali   | Timo Rautiainen | Ford Focus RS WRC 07 | Összefoglaló |